# Hôpital d'Haartman
 (juillet 2019).
L'hôpital d'Haartman (en finnois : Haartmanin sairaala) est un hôpital d'urgence situé à Meilahti du HUS à Helsinki en Finlande,.

## Étymologie
L'hôpital porte le nom du docteur Johan Haartman (fi), qui fonda le premier hôpital de Finlande à Turku en 1759 et qui est considéré comme le père de la médecine finlandaise.

## Situation géographique
Dans le même quartier se trouvent la tour hospitalière de Meilahti, l'hôpital du parc, la clinique de gynécologie, l'hôpital triangulaire de Meilahti, l'hôpital des yeux et des oreilles, la clinique d'oncologie, l'hôpital pour enfants et des bâtiments de la faculté de médecine de l'université d'Helsinki.